# カズマサ・ハシモト
カズマサ・ハシモト（Kazumasa Hashimoto、本名：橋本和昌、1974年 - ）は日本の音楽家、作曲家、マスタリング・エンジニア。楽曲はエレクトロニカに分類されるものが中心だが、ボーカルが入るものもある。また、2008年公開の黒沢清監督の映画「トウキョウソナタ」では、本名の橋本和昌名義で音楽を担当した。

## 概要
東京生まれ。幼少の頃からピアノに親しみ、2001年ごろから活動を始める。2003年には1stアルバム「Yupi」をリリース、その後フライレック、ミディとレーベルを移籍し、アルバムをリリース。また、world's end girlfriendや湯川潮音のアルバムにも参加した他、グーテフォルクのアルバムのプロデュースなどを手がけた。
2008年には黒沢清監督の映画「トウキョウソナタ」の音楽を手がけた。なお、その際の名義は本名の「橋本和昌」。

## ディスコグラフィー
- Yupi (2003年/PLOP)
- Epitaph (2004年/フライレック)
- Gllia (2006年/MIDI,noble)
- Euphoriam (2007年/MIDI,noble)
- 「トウキョウソナタ」オリジナルサウンドトラック (2008年/MIDI,noble)
- Strangeness(2010年/noble)